# لورين آلانسون كوك
أورين آلانسون كوك (بالإنجليزية: Lorrin Alanson Cooke) سياسي أمريكي (‏ 6 ابريل 1831 - 12 أغسطس 1902). كان منتمياً إلى الحزب الجمهوري، وحاكم ولاية كونيتيكت.

## النشأة
ولد كوك في 6 نيسان - أبريل من سنة 1831 مدينة نيو مارلبورو بولاية ماساشوستس . تخرج كوك من أكاديمية نورفولك في ولاية كونيتيكت. ثم عمل في وقت لاحق مدرسا في المدارس العامة بولاية كونيتيكت.

## حياته السياسية
خدم أورين آلانسون كوك في مجلس شيوخ ولاية كونيتيكت ما بين عامي 1883 إلى عام 1885 حيث شغل خلالها رئيس مجلس شيوخ الولاية من عام 1884 إلى عام 1885. كما شغل كوك منصب نائب حاكم على ولاية كونيتيكت مرتين المرة الأولى كانت من عام 1885 إلى عام 1887 والمرة الثانية كانت من عام 1895 إلى عام 1897. وفي سنة 1897 شغل لورين منصب حاكم على ولاية كونيتيكت وقد شغل لورين منصب الحاكم ألى سنة 1899.

## الوفاة
توفي أورين آلانسون كوك في 12 آب - أغسطس من سنة 1902 في ولاية كونيتيكت.